# Страха нет (альбом OFFMi)
«Страха нет» (стилизованный как СТРАХА НЕТ) — второй сольный студийный альбом российского хип-хоп исполнителя OFFMi, выпущенный 16 ноября 2018 года на лейбле «Warner Music Russia». Над записью альбома работали продюсеры Fresco, SP4K, Bad Zu и многие другие. Хип-хоп-портал The Flow поместил альбом на 20 строчку «50 отечественных альбомов 2018».

## Предыстория
10 июня 2018 года вышел первый сингл под названием Kokain. Однако, на самом альбоме он именуется как Я не люблю. Летом года OFFMi рассказал о предстоящем альбоме Страха нет сайту The Flow:
Сейчас вот хочу на электронные биты записываться, много отслушиваю. Но не хаус-рэп, конечно! А если хочу неэлектронные, то начинается рандом. Просто слушаю и понимаю: «Надо на это залететь». Так и получилась песня Дом периньон. 
Следующий релиз будет называться Страха нет. Половина — танцевальная музыка, половина — рэп в духе .K.O.M.
15 ноября 2018 года становится известна точная дата релиза альбома — 23 ноября. Спустя три дня OFFMi обнародовал обложку и трек-лист альбома на своей странице в Instagram.

## Релиз и продвижение
23 ноября 2018 года состоялся релиз второго студийного альбома OFFMi под названием Страха нет на лейбле «Warner Music Russia». Релиз включил в себя 13 композиций, а над музыкальной составляющей работали Bad Zu, SP4K, Fresco и многие другие.
14 января 2019 года был выпущен видеоклип Страха нет, который содержит композиции Никотин, Больше, Я и ты, Рай, Аутро, На грани, Я не люблю, Моя жизнь, Нужно быть собой с одноимённого альбома. Данная видеоработа является визуализацией обложки альбома, над которой работала Саша Сахарная.

## Участники записи
Текст / вокал:
- OFFMi — треки 1—13

Музыка:
- Lil Ki$$ — трек 1
- Fresco — трек 1
- Хоул — трек 2
- _lesny — треки 3, 5
- Bad Zu — треки 4, 6
- Mayør — трек 7
- Hikkaboy — трек 8
- SP4K — треки 9, 11
- Pretty Scream — трек 10
- Hi-Tech hate — трек 12
- Forlxrn — трек 13

Сведение:
- _lesny

Мастеринг:
- Антон Дитяшов

Обложка:
- Саша Сахарная

## Список композиций
| №                   | Название                       | Автор(ы)                                         | Продюсеры           | Длительность |
| ------------------- | ------------------------------ | ------------------------------------------------ | ------------------- | ------------ |
| 1.                  | «Моя жизнь»                    | Никита Музыченко Альберт Казаров Тимофей Суворин | Lil Ki$$ Fresco     | 2:55         |
| 2.                  | «Предоставь»                   | Никита Музыченко Николай Сулимов                 | Хоул                | 2:51         |
| 3.                  | «Никотин»                      | Никита Музыченко Павел Подлесный Антон Подлесный | _Lesny              | 2:18         |
| 4.                  | «Больше» (при участии Bad Zu)  | Никита Музыченко Фёдор Эйдинов                   | Bad Zu              | 2:56         |
| 5.                  | «Нужно быть собой»             | Никита Музыченко Павел Подлесный Антон Подлесный | _Lesny              | 2:36         |
| 6.                  | «Выбираю» (при участии Bad Zu) | Никита Музыченко Фёдор Эйдинов                   | Bad Zu              | 2:30         |
| 7.                  | «На грани»                     | Никита Музыченко Илья Майоров                    | Mayør               | 2:54         |
| 8.                  | «Почему?»                      | Никита Музыченко Егор Бондаренко                 | Hikkaboy            | 1:59         |
| 9.                  | «Рай»                          | Никита Музыченко Алексей Сущик                   | SP4K                | 3:00         |
| 10.                 | «Я и ты»                       | Никита Музыченко Игорь Негуляев                  | Pretty Scream       | 2:34         |
| 11.                 | «Я не люблю»                   | Никита Музыченко Алексей Сущик                   | SP4K                | 3:20         |
| 12.                 | «Чувствуй темп»                | Никита Музыченко Арсен Будагжан                  | Hi-Tech hate        | 2:14         |
| 13.                 | «Аутро»                        | Никита Музыченко Никита Разин                    | Forlxrn             | 2:29         |
| Общая длительность: | Общая длительность:            | Общая длительность:                              | Общая длительность: | 58:36        |

## Комментарии
1. ↑  Альтернативное название — Kokain.
2. ↑  На треках Больше и Выбираю Bad Zu отмечен как соавтор и гостевой артист одновременно
3. ↑  Альтернативное название — Kokain.